# David Beck
Pour les articles homonymes, voir Beck.
David Beck (ou Beek), né le 25 mai 1621 et mort le 20 décembre 1656), est un portraitiste du Siècle d'or néerlandais.

## Biographie
Beck nait à Delft et reçoit le prénom de son oncle, un poète bien connu de Arnhem. Il est le fils d'un maître d'école de Delft, où il apprend la peinture avec l'éminent portraitiste Michiel Jansz. van Mierevelt. Vers la fin de l'année 1640, il s'installe à Londres et entre dans le studio d'Antoine van Dyck en tant qu'élève et assistant. Il ne peut cependant pas apprendre beaucoup de son maître, car celui-ci tombe malade et meurt en 1641. 
Beck est très doué pour le dessin et le choix des couleurs, et a une grande facilité d'exécution. Impressionné par son talent, Charles I lui demande d'apprendre le dessin à ses fils Charles II, Jacques II et Henry.
À la suite de la Première révolution anglaise, qui entraine l'exécution de Charles I, Beck quitte l'Angleterre et visite diverses cours d'Europe. En 1647, il est nommé portraitiste et valet de chambre de la reine Christine de Suède à Stockholm.
Christine le fait voyager à travers les cours européennes, apparemment à des fins politiques, et il exécute des portraits de la plupart des souverains d'Europe afin de décorer sa galerie. 
Après avoir souffert d'une grave maladie alors qu'il se trouve en Allemagne, il va rejoindre la cour de Christine à Rome en 1655, puis l'accompagne en France en 1656. Il lui demande alors la permission de s'absenter pour visiter ses amis et sa famille aux Pays-Bas. Il meurt la même année à La Haye, peut-être empoisonné.

Sélection d'œuvres de David Beck
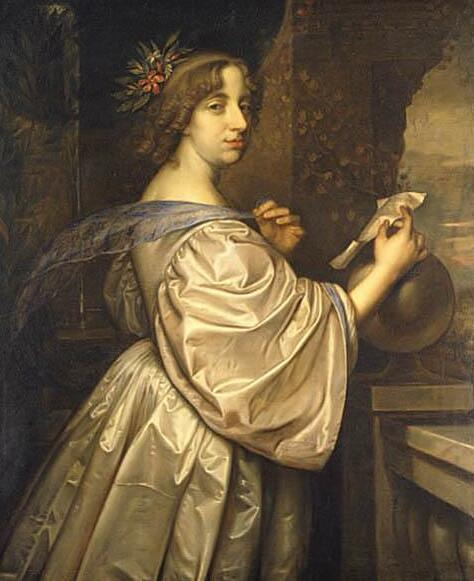
Portrait de la reine Christine de Suède
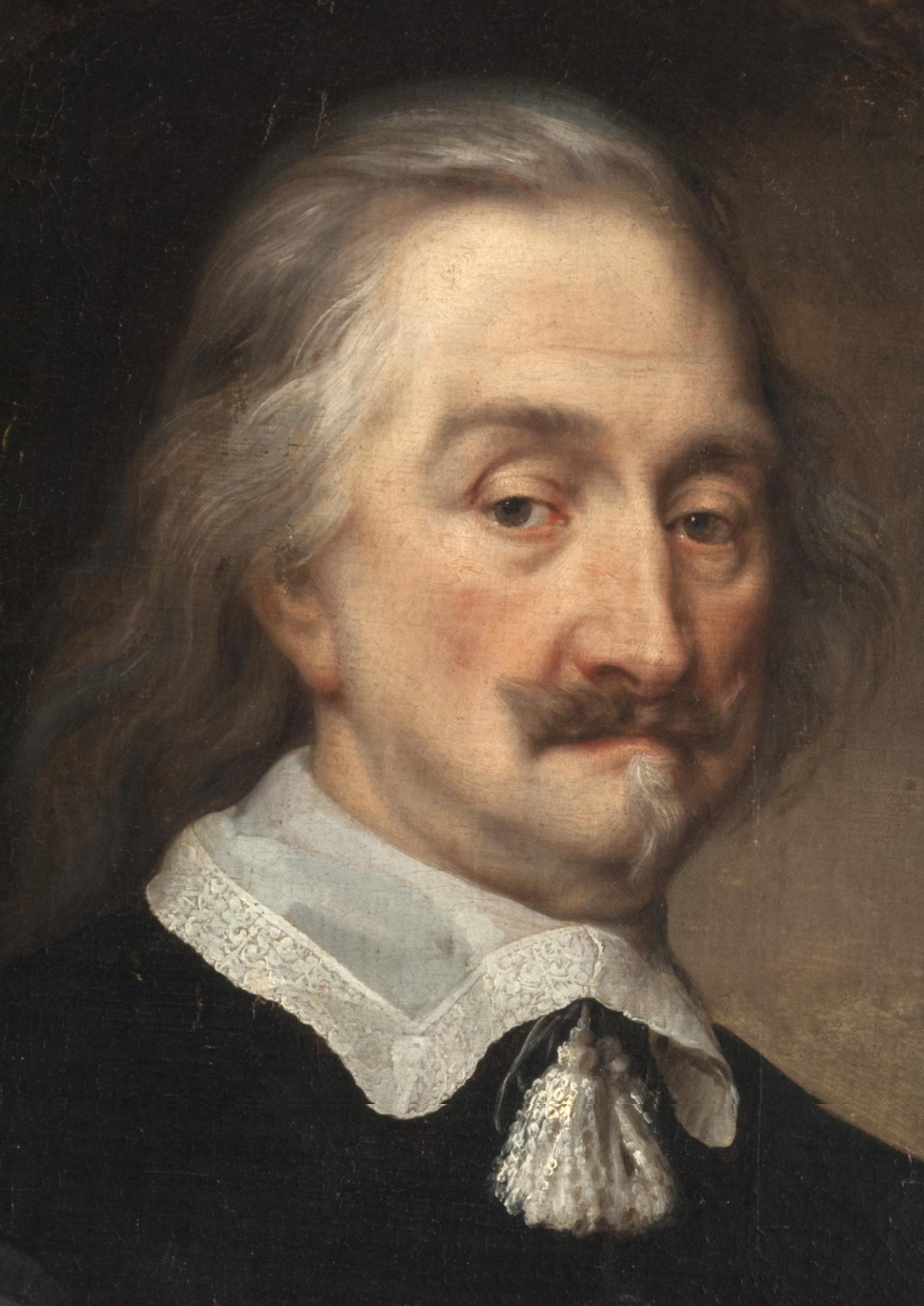
Portrait de Thomas Hobbes (vers 1650)
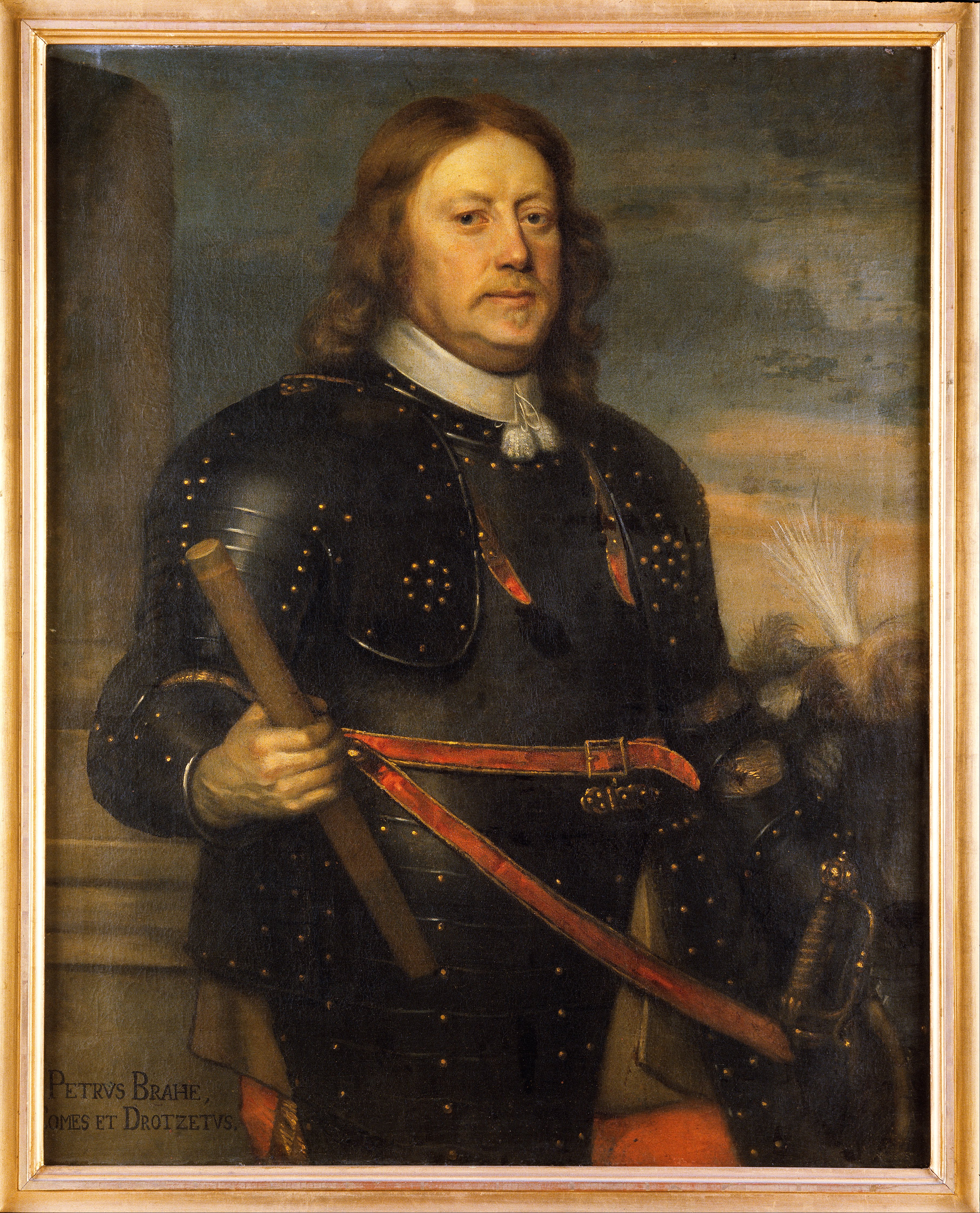
Portrait de Per Brahe le Jeune (vers 1650)